# إسطنبول في عهد سليمان القانوني
إسطنبول (تلفظ ‎[ʔistˤɑmbu:l]‏، بالتركية الحديثة: İstanbul؛ وبالتركية العثمانية: استانبول ‎[isˈtambul]‏)، والمعروفة تاريخيًا باسم بيزنطة
ومن الأسماء التي عُرفت بها المدينة خلال العهد العثماني: «دار السعادة» (بالتركية العثمانية: در سعادت)، «الدار العالية» (بالتركية العثمانية: دار عاليه)، «الباب العالي» (بالتركية العثمانية: باب عالي)، «مقام العرش» (بالتركية العثمانية: پايتخت)، و«الأستانة» (بالتركية العثمانية: استان) وهي كلمة فارسية من معانيها «العاصمة» أو «مركز السَّلْطَنة».

## التاريخ

### العصور القديمة

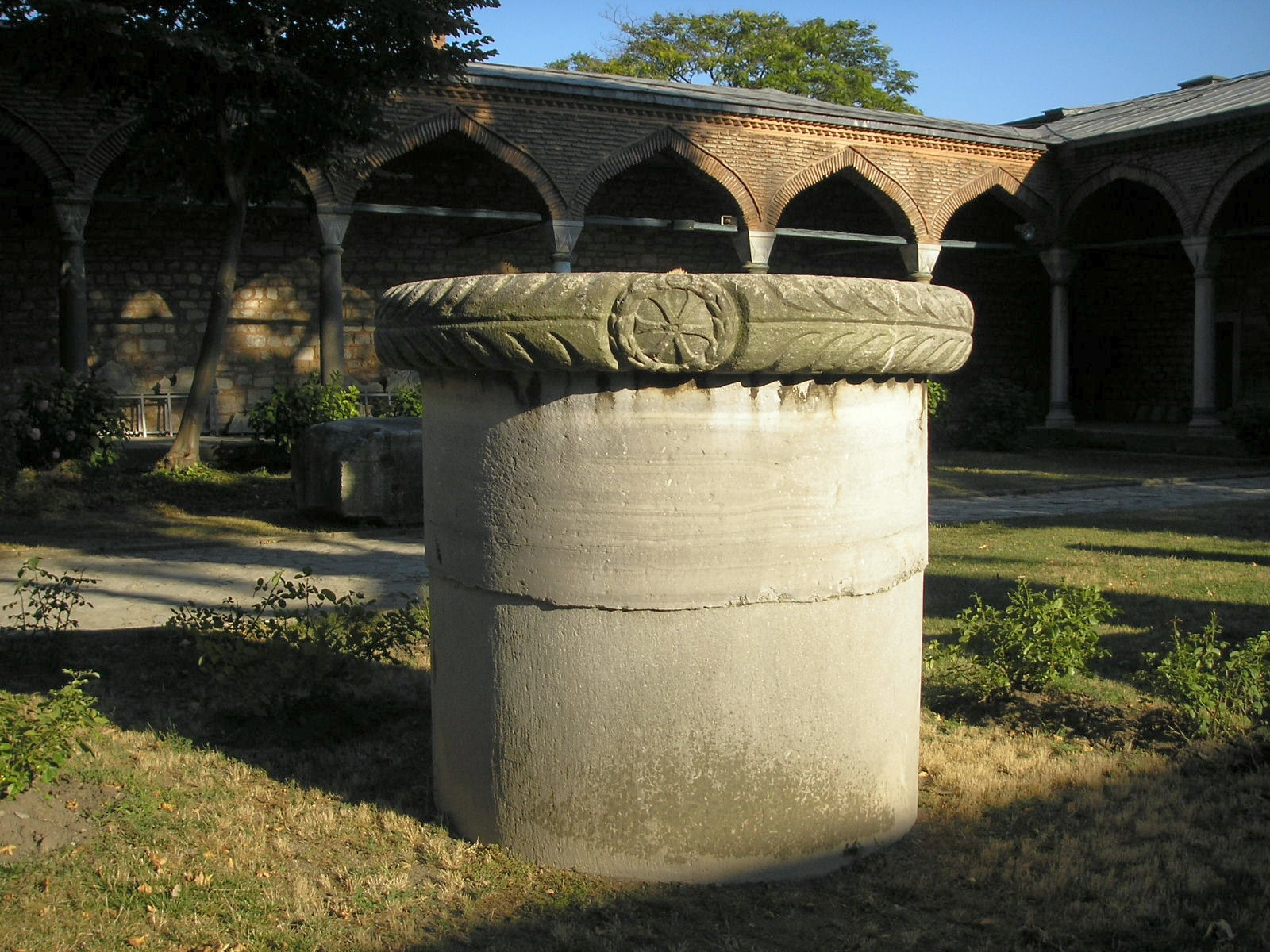
بقايا عمود من القسم الحصين العلوي من بيزنطة، والذي يقع اليوم في داخل مجمع قصر الباب العالي.

يبدأ تاريخ إسطنبول الفعلي، وفقًا للعديد من المؤرخين، حوالي عام 660 ق.م، عندما قام المستوطنون الميغاريون، تحت قيادة ملكهم «بيزاس» بتأسيس مدينة بيزنطة على الجانب الأوروبي من مضيق البوسفور. وبحلول نهاية القرن، كان السكان قد أسسوا مدينة عليا حصينة في منطقة «موقع القصر»، في نفس المنطقة التي بُنيت فيها مستعمرتيّ «لايگوس» و«سيمسترا»، أي حيث يقع قصر الباب العالي وآيا صوفيا حاليًا.
حوصرت المدينة من قبل الإمبراطور الروماني «سبتيموس سيفيروس» عام 196، بعد أن تحالفت مع حاكم سوريا «غايوس بسيسنيوس نيجير» الذي كان قد ثار على الإمبراطورية وهُزم فيما بعد، وتكبدت أضرارًا فادحة جرّاء ذلك. أعاد البطريرك «ساويرس الأنطاكي» بناء بيزنطة بعد الدمار الذي حل بها نتيجة الحصار الروماني، وسرعان ما استعادت المدينة مجدها وازدهارها السابق، بعد أن أطلق عليها الإمبراطور لفترة وجيزة اسم «أغسطا أنطونينا» تيمنًا بابنه.

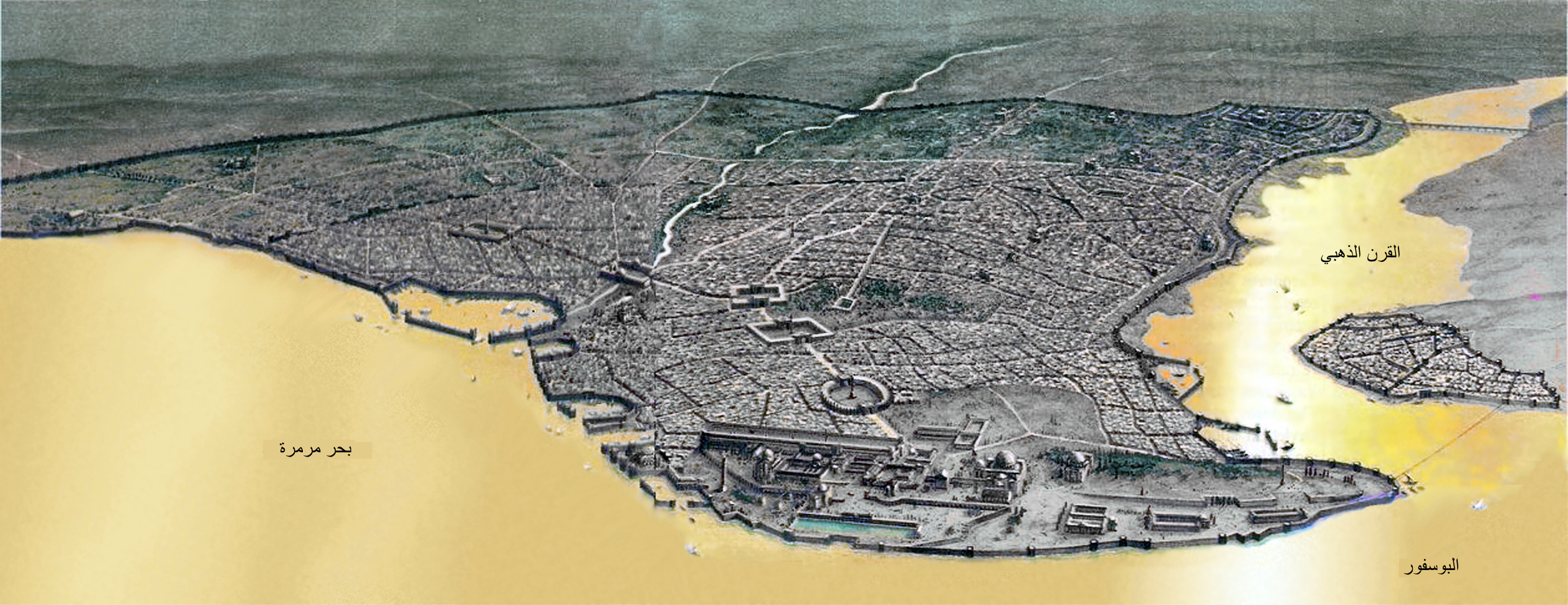
رسم للقسطنطينية وموقعها.

كان الموقع الجغرافي لبيزنطة قد لفت نظر قسطنطين الأول عام 324، وذلك بعد أن زعم بأنه شاهد حلمًا نبويًا ظهر فيه موقع المدينة؛ ويقول المؤرخون أن السبب الحقيقي وراء ادعاء قسطنطين بهذه النبؤة، هو انتصاره الحاسم على الإمبراطور «ڤاليريوس ليسينيوس» في معركة أسكودار على مضيق البوسفور بتاريخ 18 سبتمبر سنة 324، وهي المعركة التي أنهت الحرب الأهلية بين الأباطرة المشتركين بالحكم، وقضت نهائيًا على بقايا «نظام حكم الشعوب الأربع»، في الفترة التي كانت فيها مدينة «نيقوميديا» (باليونانية: Νικομήδεια)، المعروفة باسم «أزميت» حاليًا، أقدم المدن الرومانية وأعلاها شأنًا. وبعد المعركة بست سنوات، أي في عام 330، أصبحت بيزنطة رسميًا العاصمة الجديدة للإمبراطورية الرومانية، وتغيّر اسمها إلى «القسطنطينية» أي «مدينة قسطنطين». وبعد وفاة الإمبراطور «ثيودوسيوس الأول» سنة 395، انقسمت الإمبراطورية بشكل دائم بين ولديه، فأصبحت القسطنطينية عاصمة الإمبراطورية الشرقية أو البيزنطية. كان موقع القسطنطينية بين قارتيّ أوروبا وآسيا، إضافةً إلى كونها مقرًا لإحدى أهم السلالات الملكية آنذاك، قد جعل منها مركز استقطاب للتجارة الدولية، ومركزًا ثقافيًا وحضاريًا كبيرًا في المنطقة. كانت الإمبراطورية البيزنطية يونانية الثقافة بشكل واضح لا ريب فيه، وأصبحت فيما بعد تُشكل عصب الأمة المسيحية الرومية الأرثوذكسية[ ؟ ]، فكان طبيعيًا بالتالي أن تُزيّن عاصمتها بالعديد من الكنائس الكبيرة ذات الأهمية العالمية، مثل آيا صوفيا، التي كانت أكبر كاتدرائية في العالم إلى حين الفتح الإسلامي للمدينة. وما زال مقر بطريرك القسطنطينية، الزعيم الروحي للكنيسة الأرثوذكسية الشرقية المسكونية، يقع في مقاطعة «الفنار» من إسطنبول.

### العصور الوسطى

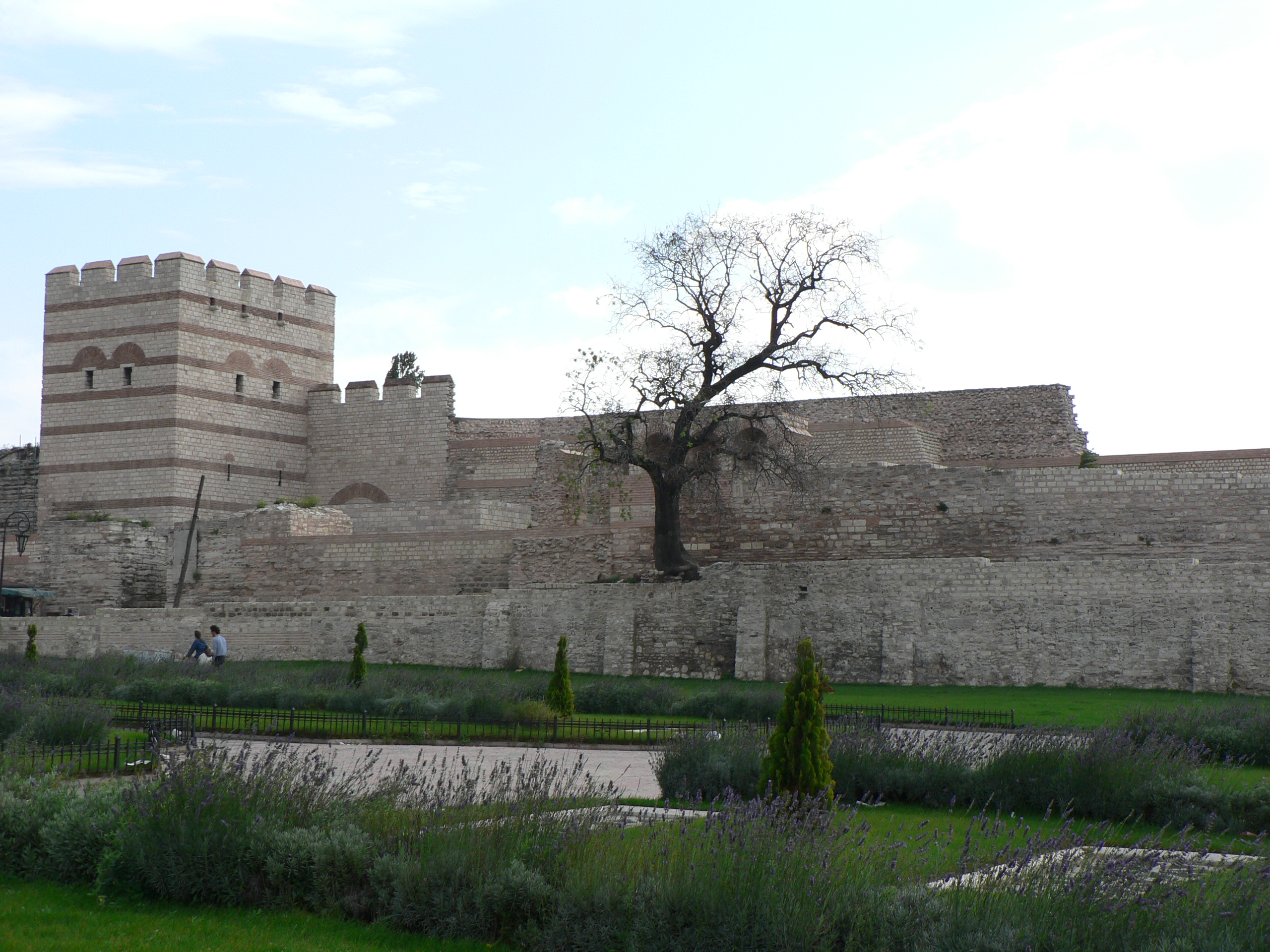
أسوار القسطنطينية التي ارتدت عنها الجيوش الإسلامية خلال الحصار الأول والثاني للمدينة.

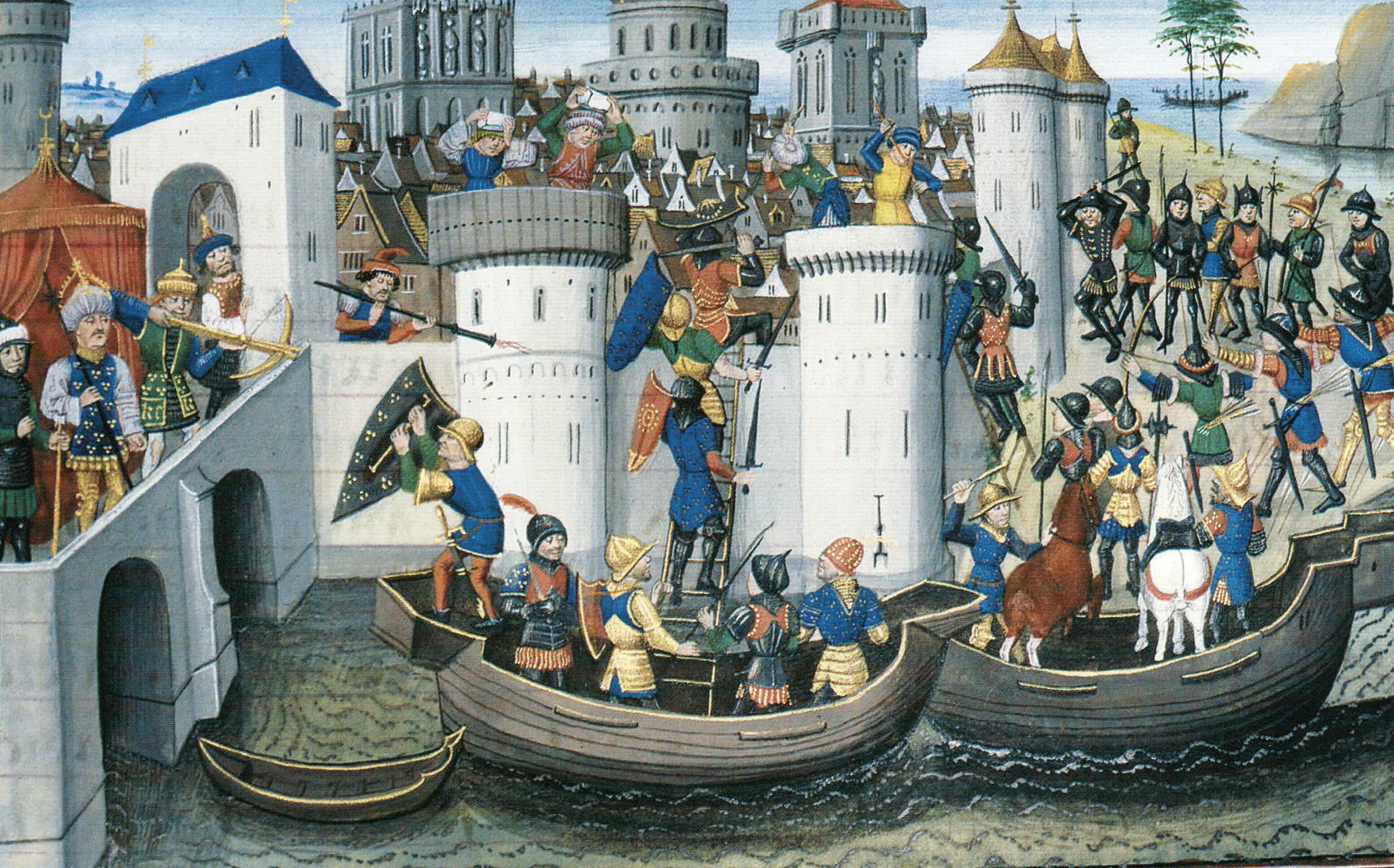
غزو الصليبيين للقسطنطينية عام 1204.

كان العرب المسلمون قد أخذوا بالتوسع خارج شبه الجزيرة العربية منذ القرن السابع الميلادي، ففقدت الإمبراطورية البيزنطية بلاد الشام ومصر لصالحهم، وقد حاول العديد من الخلفاء المسلمين فتح القسطنطينية وضمها إلى الدولة الإسلامية، إيمانًا منهم بحديث نبي الإسلام، محمد بن عبد الله، عن فضل الجيش الفاتح وأميره، وما في فتحها من عز للإسلام والمسلمين.
وبناءً على ذلك حوصرت المدينة من قبل المسلمين للمرة الأولى من عام 674 حتى عام 678 في زمن خلافة «معاوية بن أبي سفيان» الأموي، ولكن الحصار فشل في تحقيق النتيجة المرجوة منه. وعاود المسلمون حصار المدينة من سنة 717 حتى سنة 718 في زمن الخليفة «سليمان بن عبد الملك» وبقيادة «مسلمة بن عبد الملك»، وقد دام الحصار 12 شهرًا، لكن الجيش لم يتمكن من دخولها هذه المرة أيضًا، بسبب مناعة أسوارها، ومساعدة البلغار للبيزنطيين وكثافة النار الإغريقية التي انهمرت من المدينة على الجنود المحاصرة. وقد جهد المسلمون جهدًا عظيمًا حتى توفي الخليفة سليمان وتولى الخلافة من بعده «عمر بن عبد العزيز» وطلب من مسلمة العودة بجيشه.
في عام 1204 قامت الحملة الصليبية الرابعة لاسترجاع القدس من أيدي المسلمين، إلا أن وجهتها تحولت إلى القسطنطينية، فقام الصليبيون بنهب المدينة وتدنيسها وقتل العديد من سكانها، أصبحت المدينة بعد ذلك عاصمة الإمبراطورية اللاتينية، التي أنشأها الصليبيون لاستبدال الإمبراطورية البيزنطية الأرثوذكسية، والتي تمّ تقسيمها إلى عدد من الدويلات، منها إمبراطورية نيقية، التي عادت واسترجعت المدينة عام 1261 تحت قيادة الإمبراطور «ميخائيل الثامن باليولوج».

## إسطنبول والعثمانيون
وكان العثمانيون قد أخذوا بتطبيق إستراتيجية طويلة الأمد لاحتلال المدينة، فسيطروا على جميع القرى والمدن الصغيرة المحيطة بالقسطنطينية شيئاً فشيئًا، بدأً ببورصة عام 1326، ازميت عام 1337، غاليبولي عام 1354، وأدرنة عام 1362. وبهذا كان العثمانيون قد ضيقوا الخناق على المدينة ومنعوا وصول المدد إليها من الدول المجاورة.

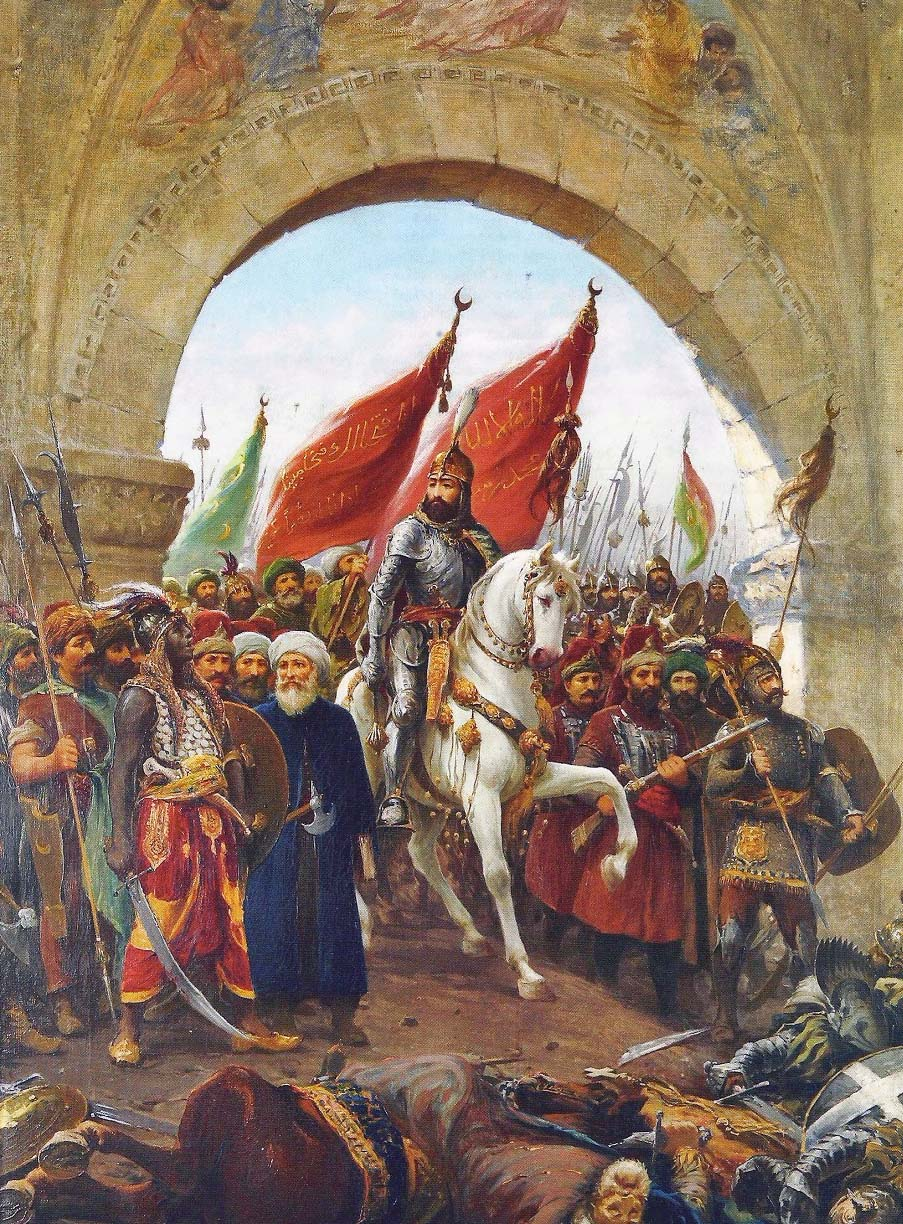
السلطان محمد الثاني يدخل إلى القسطنطينية، بريشة "فوستو زونارو".

### دخول إسطنبول تحت حكم العثمانيين
في 29 مايو سنة 1453 قام العثمانيون بقيادة السلطان الشاب «محمد الثاني»، الذي عُرف لاحقًا باسم «محمد الفاتح»، بفتح المدينة بعد حصار دام 53 يومًا، وقد قُتل خلال الهجوم أخر أباطرة الروم «قسطنطين الحادي عشر» بالقرب من البوابة الذهبية.
وبعد تمام النصر نقل السلطان محمد الفاتح عاصمة الدولة العثمانية من أدرنة إلى القسطنطينية، التي غيّر اسمها إلى «إسلامبول».
يُعتبر حدث سقوط القسطنطينية حدثًا ذا أهمية كبرى في التاريخ العالمي، إذ يعده الكثير من المؤرخين أو معظمهم حتى، خاتمة العصور الوسطى وبداية العصور الحديثة.

### العهد العثماني قبل سليمان القانوني
افتتح السلطان محمد الثاني باكورة أعماله في عاصمة بلاده الجديدة بأن أخذ يعمل على إعادة إحيائها من الناحية الاقتصادية وانتشالها من الوضع المزري التي كانت عليه، فأمر بإنشاء «السوق الكبير المغطى» (بالتركية: Kapalıçarşı)، ودعا السكان الهاربين، من أرثوذكس[ ؟ ] وكاثوليك، إلى العودة إلى بيوتهم بالمدينة وأمنّهم على حياتهم، كذلك أطلق سراح السجناء من جنود وسياسيين الذين قُبض عليهم بعد الدخول إلى القسطنطينية، ليسكنوا المدينة ويرفعوا من عدد سكانها، وأرسل إلى حكّام المقاطعات في الروملي والأناضول يطلب منهم أن يرسلوا أربعة آلاف أسرة لتستقر في العاصمة، سواء كانوا مسلمين أو مسيحيين أو يهود، وذلك حتى يجعل من مجتمعها مجتمعًا متعدد الثقافات.
قام السلطان أيضًا بتشييد الكثير من المعالم المعمارية في المدينة رغبةً منه بجعلها «أجمل عواصم العالم» و«حاضرة العلوم والفنون»، فأمر ببناء المعاهد والقصور والمستشفيات والخانات والحمامات والأسواق الكبيرة والحدائق العامة، وبتصليح الأسوار المهدمة والمباني القديمة، وأدخل المياه إلى المدينة بواسطة قناطر خاصة. وشجع الوزراء وكبار رجال الدولة والأغنياء والأعيان على تشييد المباني وإنشاء الدكاكين والحمامات وغيرها من المباني التي تعطي العاصمة بهاءً ورونقًا. ومن أبرز المعالم التي تركها السلطان محمد الفاتح: قصر الباب العالي الذي أمر بالبدء ببنائه قرابة عقد الستينات من القرن الخامس عشر، ومسجد أيوب سلطان. كذلك أُنشئت مؤسسات دينية لتموّل عمليات بناء المساجد الكبرى، مثل مسجد الفاتح الذي بُني في ذات الموقع حيث كانت كنيسة الرسل المقدسة موجودة سابقًا.
بعد 50 سنة من فتح القسطنطينية، أصبحت المدينة إحدى أكبر المدن وأكثرها ازدهارًا في العالم، لكن هذا لم يدم طويلاً، إذ ضربها زلزال شديد في 14 سبتمبر من عام 1509 أسفر عنه عدد من الهزات الارتدادية وتدمير 45 مبنى والكثير من القتلى والجرحى. وقد عُرفت هذه الكارثة باسم «يوم القيامة الصغير» (بالتركية: Küçük Kıyamet). ولم تزل آثار هذا اليوم إلّا في عام 1510، عندما أحضر السلطان «بايزيد الثاني» 80,000 عامل وبنّاء ليقوموا بإعادة بناء ما تهدم من المنازل والمعالم.

### إسطنبول عاصمة الخلافة الإسلامية
وفي سنة 1517 كانت الدولة العثمانية قد قضت على السلطنة المملوكية المصرية، وضمت أراضيها إليها، ومنها أراضي الحجاز حيث المدينة المنورة وأراضي تهامة حيث مكة المكرمة، وتسلّم السلطان «سليم الأول» مفاتيح الحرمين الشريفين[ ؟ ] كرمز لخضوع الأراضي المقدسة الإسلامية للدولة العثمانية، وكان السلطان قد اصطحب معه إلى الأستانة آخر الخلفاء العباسيين بالقاهرة «محمد المتوكل على الله» حيث تنازل له عن الخلافة، فأصبحت المدينة منذ ذلك الحين وحتى قيام الجمهورية التركية، عاصمة الخلافة الإسلامية.

## إسطنبول في عهد سليمان القانوني
يُعتبر عصر خليفة سليم الأول، السلطان «سليمان القانوني»، العصر الذهبي للدولة العثمانية، إذ تم في ذلك العهد إنشاء الكثير من المعالم الهندسية والفنية في المدينة وفي مختلف أنحاء الدولة، ويرجع الفضل في تزيين المدينة وإظهارها بأبهى الحلل إلى المهندس الشهير «سنان آغا»، الذي صمم الكثير من المساجد والمباني التاريخية في المدينة.
كانت إسطنبول في عهده أضخم مدينة في أوربا وكانت أكثر مدينة مزدهرة ووصل عدد سكانها إلى أربعمئة ألف نسمة في النصف الأول من القرن السادس عشر.

## الاقتصاد
في إسطنبول عام 1564 كان عدد الورشات التي تصنع البروكار 318 ورشة

## الأوقاف في إسطنبول
في عام 1546 كان في إسطنبول 2517 وقفا يعود إلى أشخاص من خارج العائلة الحاكمة.

## عمارة إسطنبول في عهده
أمر السلطان «سليمان القانوني» كبير المعماريين والمهندسين، «سنان آغا»، أن يقوم بتحسين منشآت البنية التحتية الخاصة بالمياه بحيث يُمكن تأمين متطلبات السكان المتزايدة، فقام الأخير بإنشاء «شبكة مياه الأربعين نافورة» في سنة 1555، التي ساعدت على حل المشكلة.
في عهد القانوني عاش معمار سنان وبنى الكثير من الأبنية المعمارية بأمر من سليمان القانوني
ومن الأبنية التي شيدت في عهده
- مسجد سليمان القانوني

بني المسجد بأمر من السلطان سليمان وأشرف على البناء معمار سنان وذلك بين 1550-1557.

- مسجد سليم الأول (جامع ياووز سليم) بني بأمر من السلطان سليمان القانوني تكريما لذكرى والده السلطان سليم الأول واستمر البناء سبع سنوات من عام 1520 حتى 1527

- جامع شاه زاده

أمر ببنائه السلطان سليمان القانوني تكريًما لذكرى ابنه شاهزاده (الأمير) «محمد بن سليمان القانوني»  الذي توفي في عمر يناهز 22 عاما،
صممه المهندس العثماني معمار سنان ببراعة ، وصنع منه تحفة معمارية ، اُعتُبرت اتجاها جديدا في فن العمارة العثمانية.
- مجمع السليمانية

قال عنه معمار سنان إنه واحد من أبرز معالمه المعارية التي يتباهى بها.
تبلغ مساحته الإجمالية 70 دونما.
ويحوي عدة مدارس وكتبة ومسجد.
في عام 1557 م تم إنشاء كلية السليمانية بإشراف المعمار سنان، وحسب ما روى المؤرخ (باجوي) عمل في بناء الكلية 3523 عامل[ ؟ ] وتم صرف مبالغ كبيرة عليها وتم نقل مختلف أنواع الأحجار والأعمدة إليها من جزيرة بوزجه وازميت وغزة ولبنان وغيرها من المدن، وقُسّمت الكلية إلى 15 قسم من بين أقسامها الجامع[ ؟ ] ومدرسة الطب ومشفى الأمراض العقلية ومدرسة الحديث والمطبعة ودار الضيافة وضريح المعمار سنان.
- جامع مهرماه سلطان في منطقة أسكدار

هذا الجامع هو أول المسجدين الذين أنشأتهما مهرماه سلطان ابنة السلطان سليمان القانوني وزوجة الصدر الأعظم رستم باشا ويحملان اسمها. يظهر بالمسجد عدة بصمات للأسلوب المعماري الناضج لمعمار سنان الذي صمم المسجد وبناه. دُفن في المدفن الملحق بالمسجد القبطان باشا سنان باشا قائد البحرية العثمانية بين أعوام 1550 و 1553.
- جامع مهرماه سلطان في منطقة إديرنا كابي

هذا الجامع هو ثاني المسجدين الذين أنشأتهما مهرماه سلطان ابنة السلطان سليمان القانوني وزوجة الصدر الأعظم رستم باشا ويحملان اسمها. يقع جامع مهرماه سلطان على قمة الهضبة السادسة بالقرب من أعلى نقطة من المدينة. صمم المعماري سنان جامع مهرماه سلطان لابنة سليمان القانوني المفضلة، الأميرة «مهرماه سلطان»، وبناه في الفترة من 1562 إلى 1565. بالمسجد مساحة هائلة مساحة مغطاة بالنوافذ، مما يجعل المسجد واحد من أكثر أعمال معمار سنان إضاءة. بعض نوافذ الجامع بها زجاج معشّق ملون.
بُنيَ جامع مهرماه سلطان ومعه «كلية» (بالتركية: külliye)‏ أي مجموعة منشآت أخرى شملت إلى جانب المدرسة: حمام عام مزدوج، تربة (مدفن) (بالتركية: türbe)‏ وصف من المحلات التجارية أسفل الشرفة التي تم بناء المسجد عليها، حيث كان القصد منها الإنفاق على المسجد «كلية» بواسطة الإيجارات، إذ أن كل المنشآت كان تعمل بالمجان.
- جامع سنان باشا باسطنبول

هو مسجد عثماني يقع في منطقة بشيكطاش، بناه المهندس المعماري العثماني الشهير سنان أغا المعروف بمعمار سنان بأمر من أمير البحر العثماني القبطان باشا «سنان باشا» قائد البحرية العثمانية الذي توفي 21 ديسمبر 1553م. يقع المسجد مقابل جسر بشيكطاش، وتم الانتهاء من بناءه في عام 1555م.
- جامع رستم باشا

بني بأمر من الصدر الأعظم رستم باشا في العام 1561 . يتميز هذا المسجد بالبلاط الناعم الذي يغطي الجدران الداخلية والخارجية.
أشرف على بنائه المعماري العثماني معمار سنان
- حمام آيا صوفيا بني عام 1556 بأمر من السلطان سليمان القانوني بعد أن طلبت زوجته حرم سلطان حماما[ ؟ ] وأشرف على بنائه معمار سنان.[40][41]

استخدمته زوجة السلطان سليمان مرتين فقط.
ثم أصبح حماما للسلاطين يستحمون فيه.
وهو أكبر وأقدم حمام في إسطنبول.

## انتفاضة الحرفيين
في عام 1561 لجأت الحكومة ام الحرفيين على شراء كميات كبيرة من السلع المصادرة بأسعار عالية وإلى اعتماد سعر للذهب لا يمثل سوى ثلث السعر السائد، مما دفع بحشود الحرفيين إلى التوجه إلى الديوان السلطاني لمطالبة الصدر الأعظم بالعدالة، ولكن بعد أن ردوا على أعقابهم امتنعوا عن فتح دكاكينهم في اليوم التالي وتجمهروا تحت راياتهم وكان عددهم مئة وخمسون ألف[ ؟ ]اً وكان غالبيتهم يحمل السلاح وانتهى الأمر بعزل الصدر الأعظم.

## أهم رجال إسطنبول في تلك الفترة
بما أن إسطنبول كانت عاصمة الدولة العثمانية في عهد سليمان القانوني فهي بلا شك تضم أبرز رجال الدولة في تلك الفترة
ومنهم:
- السلطان سليمان القانوني
- السلطان: سليم الثاني الذي كان أميرا خلال حكم أبيه
- شيخ الإسلام أبو السعود أفندي

وخلال تلك الفترة تولى منصب الصدر الأعظم عدد من الشخصيات هم:
- بيري محمد باشا من عهد السلطان سليم الأول حتى 1523.[46]
- إبراهيم باشا[ ؟ ] 1523-1536

تقلد منصب (الصدر الأعظم) وعمره 28 عامًا وذلك في عام 1523
- إياس باشا 1536-1539

شغل منصب الصدر الأعظم للدولة العثمانية في عهد السلطان سليمان القانوني، بين عامي 1536 و1539.
- لطفي باشا 1539 -1541

حمل الصدارة العظمى من 13 يوليو 1539 إلى أبريل1541.
- سليمان باشا الخادم 1541-1543

وحاكما على مصر لفترة طويلة من 1525 وحتى 1538 وصدر أعظم في الفترة مابين 1541 و1544 كان قائد حصار ديو والسيطرة على عدن عام 1539.
- رستم باشا من 1544حتى 1553
- قرة أحمد باشا من 1553حتى 1555
- رستم باشا من 1555 حتى 20 يوليو 1561
- سيمز علي باشا من 1561 حتى 1565

تربى صغيرًا في القصر السلطاني، وتبوأ بعد ذلك عددًا من المناصب الرفيعة في الدولة العثمانية، كان ذروتها شغله منصب الصدر الأعظم خلفًا لحميه رستم باشا في أواخر عهد السلطان سليمان القانوني بين عامي 1561 و1565، وكان قبلها واليًا (بكلربك) لإيالة مصر في الفترة من سنة 1549 إلى سنة 1554.
- صقللي محمد باشا.

ترقي في مناصب الدولة إلى أن أصبح قائد البحرية العثمانية ثم الصدر الأعظم للدولة لمدة 14 سنة تحت ثلاث سلاطين; سليمان القانوني، سليم الثاني، مراد الثالث.
- الوزير الرابع كان خسرو باشا.[56]
- كبير المهندسيين المعماريين معمار سنان

## ما بعد القانوني حتى نهاية العثمانيين
في عام 1718، أي خلال ما عُرف باسم «دور ثورة الخزامى»، أنشأ الصدر الأعظم «إبراهيم باشا» أول محطة إطفاء بالمدينة، كذلك افتتحت فيها أول مطبعة. وفي 3 نوفمبر من سنة 1839، أطلق السلطان «عبد المجيد الأول» حملة الإصلاحات أو «التنظيمات» في مختلف أنحاء الدولة، في محاولة منه للنهوض بالدولة العثمانية التي كانت تمر بمرحلة من الفوضى والتخلف، ولمواكبة التطور الحاصل في أوروبا، فكان أن انعكس ذلك على العديد من أنحاء المدينة من حيث التنظيم المدني وزيادة عدد المستشفيات وشق الطرق ومد السكك الحديدية وغير ذلك.
ضرب المدينة زلزال شديد مرة أخرى في عام 1894 ونجم عنه الكثير من الأضرار. وبعد هزيمة الدولة العثمانية في الحرب العالمية الأولى قامت قوات الحلفاء باحتلال المدينة، ولم تخرج منها إلا بعد بضعة سنين بعد إبرام معاهدة مع «مصطفى كمال أتاتورك» احتفظ بموجبها الأتراك بوطنهم الأم الذي سكنته قبائل الترك منذ القدم بما فيه مدينة إسطنبول.

## الجمهورية التركية
بعد قيام الجمهورية التركية في عام 1923 نقل الرئيس «مصطفى كمال أتاتورك» مركز العاصمة إلى أنقرة، الأمر الذي أدى إلى ضعف الاهتمام بإسطنبول. إلا أن هذا الأمر عاد ليتغير في بداية عقد الأربعينات والخمسينات من القرن العشرين، حيث تغيرت بنية المدينة بشكل جذري، إذ تم شق وإنشاء العديد من الميادين والجادات والسبل، مثل «ميدان تقسيم»، في مختلف أنحاء المدينة؛ على حساب بعض المباني التاريخية في بعض الأحيان.